# Серебристый тенелюб
Серебристый тенелюб, или серебристо-серый тенелюб (лат. Heliophobius argenteocinereus) — млекопитающее из семейства землекоповых. Единственный вид рода Heliophobius.

## Описание
Не имеет видимого полового диморфизма, вес взрослых животных в среднем 160 г. Мех короткий, его окрас на верхней части тела варьирует от бледно-песочного до красноватого или сероватого цвета, снизу окрас немного тусклее. Уши и хвост очень короткие. Глаза очень маленькие. Большие резцы используются в качестве роющего инструмента. Зубная формула:{\displaystyle I{1 \over 1}C{0 \over 0}P{3 \over 3}M{3 \over 0}=28}. Кариотип характеризуется диплоидным числом 2n=60.

## Распространение
Вид был зарегистрирован в Кении, Танзании, Малави, Замбии, Мозамбике и Демократической Республике Конго на высоте до 2 200 м над уровнем моря. Эти районы характеризуются высоким количеством осадков, которое в среднем превышает 900 мм. Предпочитает открытые или лесистые саванны, а также горные склоны и предгорные луга. Использует широкий спектр типов почвы от хорошо дренированной песчаной почвы до очень твердой и сухой.

## Образ жизни
Серебристый тенелюб ведёт одиночный образ жизни, копая в сухой почве систему туннелей. Внутри подземных ходов животное ориентируется при помощи магнитного поля Земли, строительство пещер колеблется в зависимости от сезона.

## Питание
Серебристый тенелюб питается клубнями, найденными при копании. Животные также становятся кормом для других животных.